# Phoberomys pattersoni
Guinea-zilla (latin: Phoberomys pattersoni) var en gnaver som levede for ca. 8 millioner år siden omkring det nordlige af Sydamerika. Den levede både på land og i vandet og vejede ca. 700 kg.